# اتفاق أوستند
اتفاق أوستند هي اتفاقية وقعت في 16 أغسطس 1866 في المدينة البلجيكية أوستند بين حزب التقدم والحزب الديمقراطي، بناء على مبادرة من الجنرال التقدمي خوان بريم لقلب نظام حكم إيزابيل الثانية الملكي. وقد انضم إليها بعد ذلك الاتحاد الليبرالي أوائل 1868، تلك الاتفاقية كانت الشرارة التي اندلعت منها الثورة المجيدة التي خلعت ملكة إسبانيا في سبتمبر 1868.

## البداية

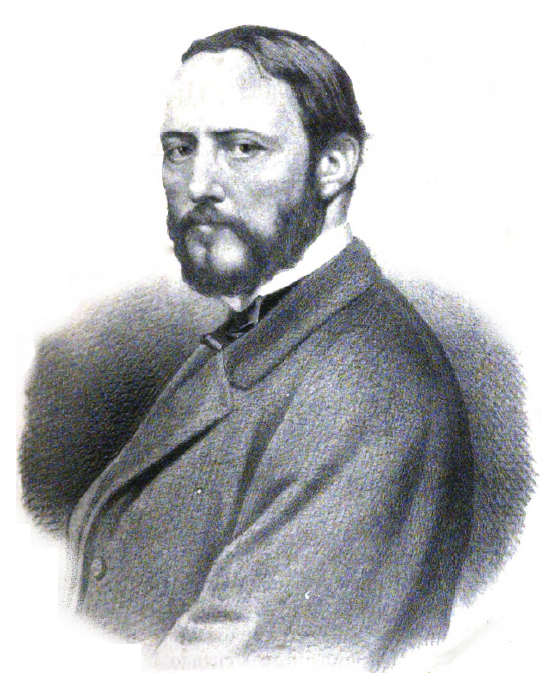
خوان بريم في 1869

وقعت في مدريد يوم 22 يونيو 1866 انتفاضة لجنود مدفعية ثكنة سان خيل في مدريد لانهاء نظام الملكة إيزابيل الثانية التي يسيطر عليها حكومة الاتحاد الليبرالي بقيادة الجنرال أودونيل وعرفت باسم انتفاضة ثكنة سان خيل، لأنهم كانوا رقباء في ثكنات المدفعية التي شنت الانتفاضة. لذلك صرفت الملكة أودونيل في الشهر التالي بسبب أنها عدته متساهلا للغاية في قمع انتفاضة ثكنة سان خيل على الرغم من أنه قتل منهم 66 شخصا. وعينت مكانه الجنرال ناربايز زعيم الحزب الوسط.
جعلت السياسات الاستبدادية والقمعية للحكومة ناربيز من المستحيل تبادل السلطة مع اتحاد اودونيل الليبرالي، الذي اختار «إفراغ القصر» وفقا لتعبير أودونيل نفسه، وهو ما يعني الانطواء في مجلس الشيوخ. وقد رفض أودونيل رفضا قاطعا في تقديم أي تنازلات للتقدميين حتى وإن كان قد تقدم هو بالمبادرة معهم «التي تضررت بسبب أحداث ثكنات سان خيل، وخاصة مع الجنرال بريم». ولكن بعد وفاته في نوفمبر 1867 وقع الاتحاد الليبرالي بقيادة الجنرال سيرانو اتفاق أوستند كان قد وقعه التقدميين والديمقراطيين قبل عام مضى.

## الإتفاق
تم التوقيع على اتفاق أوستند بين التقدميين والديمقراطيين في 16 أغسطس 1866، والتي سميت باسم المدينة البلجيكية وهي مبادرة من الجنرال التقدمي خوان بريم بهدف الإطاحة بنظام إيزابيل الثانية. وتكون من نقطتين:
سمحت الصياغة الغامضة للنقطة الأولى أن تتضمن بعض الشخصيات والقوى السياسية الأخرى. وهكذا بعد وفاة أودونيل إلتقى الجنرالان بريم وسيرانو، وللمفارقة فإن نفس الضابط الذي قمع انتفاضة ثكنة سان خيل قد وقع اتفاقا في مارس 1868 للانضمام إلى الاتحاد الليبرالي «مع هذا قبل الاتحاد الليبرالي الدخول في عملية دستورية جديدة وفي البحث عن ملك جديد، وفقا للنقطة الثانية [اتفاق أوستند]، والسيادة الوطنية الوحيدة والاقتراع العام». ووفقا لجوسيب فونتانا، فإن نهج الجنرال سيرانو تجاه «التقدميين والديمقراطيين الذين تفاوضوا معه على ميثاق أوستند» كان بسبب «تضرره من جريمة [الحكومة] في اعتقاله [لأنه قاد حملة للملكة طالب فيها إعادة فتح الكورتيس] وأيضا هو معني بأنه رئيس لمجلس إدارة شركة سكك الحديد (Ferrocarriles del Norte) وأراد الحصول على مساعدات من الحكومة إلى الشركة التي سجلت حساباتها التشغيلية العامة خسائر في 1866-1867».
انتهى الإتفاق بانتهاء نظام الملكة وإنشاء الحقوق الأساسية، ومنها حق الاقتراع العام المستوحاة من الديمقراطيين. وما أن استلم الموقعون على الإتفاق السلطة حتى انشئوا الجمعية التأسيسية التي ستحدد شكل الحكومة سواءا نظام ملكي أو جمهوري. ونتيجة للاتفاق فقد تم إنشاء لجنة عمل بين حزبي التقدم والديمقراطي تحت اشراف ورئاسة الجنرال بريم.
أغلق ناربايز البرلمان في يوليو 1866 ولم يفتح بسبب حله لإجراء انتخابات جديدة أوائل 1867. وكالعادة ف«التأثير الأخلاقي» للحكومة أعطاها أغلبية ساحقة لنواب الحكومة الاتحاد الليبرالي، أما المقربين للمعارضة فقد انخفض عددهم إلى أربعة نواب. وبالإضافة إلى ذلك فقد اعتمد الكورتيس على لوائح جديدة في يونيو 1867، أي بعد ثلاثة أشهر من افتتاحه، حيث ألغى اقتراح حجب الثقة وبالتالي حد بقوة من مقدرة البرلمان من السيطرة على الحكومة. كما أعلن الكورتيس بأن الحكومة «خالية من المسؤولية» مما قام به أو تشريع بمرسوم عندما كان البرلمان مغلقا، وقد وصف ذلك نائب من المعارضة بأنه «انقلاب».

## النتائج
كان الاتفاق هو الخطوة الأولى نحو ثورة 1868 المجيدة الذي أنهى حكم ملكة إيزابيل الثانية، وقد اضطرت إلى الهرب نحو منفاها في فرنسا. وبعدها بدأت فترة سميت ديموقراطية السنوات الست التي استمرت حتى ديسمبر 1874. وقد تلك الحقبة إلى ثلاثة فترات:
1. 1870-1868: بدأت مع ثورة 1868، التي ثار فيها الأميرال توبيتي ضد الملكة إيزابيل الثانية واجتمع مع بريم وسيرانو. وبعد نفي إيزابيل ترأس كلا من بريم وسيرانو حكومة مؤقتة واعتمد البرلمان دستور 1869 الذي منح العديد من الخصائص ليبرالية وديمقراطية. مثل حق التصويت للذكور، وضمان حقوق المواطنين، ومبدأ فصل السلطات، والبرلمان سيكون من مجلسين، وسمح بالتسامح الديني.
2. 1873-1871: بداية عهد أماديو الأول والذذ انتهى بتخليه عن الحكم في فبراير 1873.
3. الفترة الثالثة بدات في فبراير 1873 بإعلان الجمهورية الأولى التي انتهت مع نجاح تمرد ساغونتو بقيادة الجنرال مارتينيث كامبوس في ديسمبر 1874 لصالح استعادة نظام البوربون في شخص ألفونسو الثاني عشر ابن إيزابيل الثانية.

## قائمة المراجع
- Fontana، Josep (2007). La época del liberalismo. Vol. 6 de la Historia de España, dirigida por Josep Fontana y Ramón Villares. Barcelona: Crítica/Marcial Pons. ISBN:978-84-8432-876-6. {{استشهاد بكتاب}}: الوسيط غير المعروف |enlaceautor= تم تجاهله يقترح استخدام |author-link= (مساعدة)
- Fuentes، Juan Francisco (2007). El fin del Antiguo Régimen (1808-1868). Política y sociedad. Madrid. ISBN:978-84-975651-5-8. {{استشهاد بكتاب}}: الوسيط غير المعروف |editorial= تم تجاهله يقترح استخدام |publisher= (مساعدة)صيانة الاستشهاد: مكان بدون ناشر (link)
- Vilches، Jorge (2001). Progreso y Libertad. El Partido Progresista en la Revolución Liberal Española. Madrid: Alianza Editorial. ISBN:84-206-6768-4. {{استشهاد بكتاب}}: الوسيط غير المعروف |enlaceautor= تم تجاهله يقترح استخدام |author-link= (مساعدة)